# Metrolina
Metrolina est le surnom parfois donné à la conurbation de Charlotte (Caroline du Nord) de part et d'autre de la frontière entre la Caroline du Nord et la Caroline du Sud, aux États-Unis.
Cette région comprend également les villes de Concord, Gastonia et Rock Hill en Caroline du sud. Le terme a vieilli et ne sert plus guère que dans le domaine des transports ou de l'immobilier. 
Metrolina est un chapelet de villes industrielles dynamiques entre Atlanta et Raleigh, où s'est développé le Research Triangle Park (45 000 emplois de très haute technologie, deuxième centre de recherche derrière la Silicon Valley).